# Pierre-François de Beauvau du Rivau
Pour les articles homonymes, voir Beauvau du Rivau et Beauvau.
Pierre-François de Beauvau du Rivau (né vers 1642 à Tours,  mort à Sarlat le 23 octobre 1701) est un ecclésiastique qui fut vicaire général, administrateur, puis évêque de Sarlat de 1692 à 1701.

## Biographie
Pierre-François de Beauvau du Rivau est le 2e fils de Jacques II seigneur de la Bessière en Mayenne et du Rivau, et d'Isabeau de Clermont-Tonnerre sa seconde épouse. 
Il fait ses études à l'université de Paris à partir de 1654. Il obtient sa Maitrise en arts en 1655 sa licence de Théologie en 1660 suivie de son doctorat en 1661. Chanoine de Nantes d'abord prieur de Saint-Patrice de Tours il est pourvu en commende de l'abbaye de Turpenay dans le diocèse de Tours en février 1668. Élu député de la province ecclésiastique de Tours pour l'assemblée du clergé de 1682 une maladie importune l'empêche de s'y rendre .
Il est néanmoins nommé évêque de Sarlat en 1688 après la mort de François de Salignac de La Mothe-Fénélon, toutefois du fait du différend entre la cour de France et le Saint-Siège dans l'affaire de la régale, il doit administrer le diocèse comme vicaire général car il n'est  confirmé que fin 1692 et consacré en 1693 par Daniel de Cosnac l'archevêque d'Aix. Il est actif dans sa gestion du diocèse en faisant bâtir le séminaire, embellir la cathédrale de Sarlat et employer les Jésuites et les autres ordres enseignants pour l'instruction de la population. Le roi, Louis XIV lui propose en 1698 l'évêché de Bayonne mais il le décline en faveur de son neveu et vicaire général René François de Beauvau du Rivau. Il meurt à Sarlat en 1701.